# Supplicatio
La Supplicatio nell'antica Roma era una solenne cerimonia di ringraziamento, ovvero una supplica agli dei decretata dal senato: venivano aperti tutti i templi e le statue degli Dèi venivano collocate su speciali giacigli (pulvinaria) cosicché il popolo potesse offrire loro sacrifici di ringraziamento, offerte e preghiere.
Una Supplicatio poteva essere decretata per due differenti ragioni:
- Come ringraziamento in occasione di un'importante vittoria bellica: era in genere decretata nel momento in cui il senato riceveva da un generale (imperator) il rapporto ufficiale sull'esito vittorioso del combattimento. La durata della supplicatio era proporzionata all'importanza della vittoria. Talvolta era decretata per un solo giorno, ma più comunemente per tre o cinque giorni. Una supplicatio di dieci giorni fu decretata per la prima volta in onore di Pompeo alla conclusione della guerra contro Mitridate, re del Ponto, e una di quindici giorni dopo la vittoria contro i Belgi da parte di Giulio Cesare, un onore che, come sottolineò lo stesso Cesare nel De bello Gallico, non era stato mai tributato prima ad alcuno. In seguito una supplicatio di venti giorni fu decretata dopo la vittoria cesariana sulle popolazioni germaniche degli Usipeti e dei Tencteri. Dopo di allora sembra che il senato abbia progressivamente aumentato la durata delle supplicationes per ingraziarsi i generali. Si trova menzione di supplicationes di quaranta, cinquanta, perfino sessanta giorni. Una supplicatio era in genere considerata il preludio di un trionfo, ma non sempre era seguita da esso. Questo onore fu conferito a Cicerone in seguito alla repressione della congiura di Catilina; non poteva essere seguito dal trionfo, in quanto non era ritenuto possibile gioire in occasione di una guerra civile. Se ne ricorda una ad esempio decretata a Lucio Calpurnio Pisone al termine di tre anni di dure campagne militari contro i Traci (11 a.C.).[1]
- Una Supplicatio, intesa come solenne supplica e umiliazione della città intera, fu talvolta decretata in occasione di pubblico pericolo o calamità e in seguito a prodigi (omina) che facevano scorgere l'ira degli dèi.